# Internationaal Verdrag ter voorkoming van verontreiniging door schepen

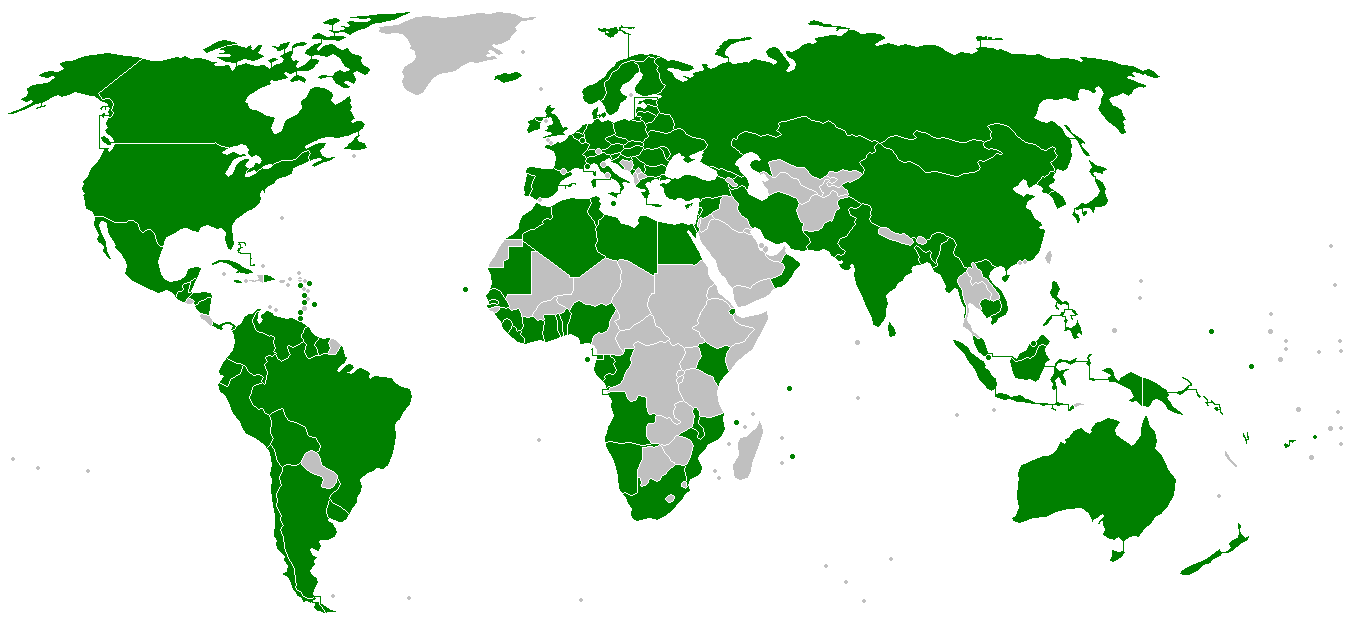
Overzicht van landen die Marpol getekend hebben.

Het Internationaal Verdrag ter voorkoming van verontreiniging door schepen (International Convention for the Prevention of Pollution From Ships, MARPOL) is een verdrag van de Internationale Maritieme Organisatie (IMO) om vervuiling door schepen te voorkomen. Het is met SOLAS en STCW een van de drie belangrijkste verdragen van de IMO.

## Indeling
MARPOL 73/78 is opgebouwd uit een verdrag en twee protocollen:
- verdrag 1973, 20 artikelen, 1 t/m 20
- protocol 1978, 9 artikelen, I t/m IX, de toevoeging van bijlage II. Aangezien het verdrag in 1978 nog niet in werking was getreden, werden bijlage I en II beiden op 2 oktober 1983 van kracht als MARPOL 73/78
  - protocol I, 5 artikelen, I t/m V
  - protocol II, 10 artikelen, I t/m X
- protocol 1997, 9 artikelen, 1 t/m 9, de toevoeging van bijlage VI

Daarnaast omvat het verdrag zes technische bijlagen. Vooral deze bijlagen zijn van groot belang en hebben een grote invloed op het leven en werken aan boord.

### Overzicht bijlagen
De bijlagen (Annex) zijn op verschillende data ondertekend. Niet alle deelnemende landen hebben alle bijlagen (al) ondertekend.
- Bijlage I - Voorschriften ter voorkoming van verontreiniging door olie (RO)
- Bijlage II - Voorschriften voor het beheersen van verontreiniging door schadelijke vloeistoffen die in bulk worden vervoerd (RO, BCH, IBC, IGC)
- Bijlage III - Voorschriften ter voorkoming van verontreiniging door stoffen die over zee worden vervoerd in verpakte vorm (IMDG)
- Bijlage IV - Voorschriften ter voorkoming van verontreiniging door sanitair afval van schepen
- Bijlage V - Voorschriften ter voorkoming van verontreiniging door vuilnis van schepen
- Bijlage VI - Voorschriften ter voorkoming van luchtverontreiniging door schepen (NOx)

### Bijlagen
- Bijlage I - Voorschriften ter voorkoming van verontreiniging door olie. Deze bijlage is voor alle schepen van belang aangezien alle schepen olie vervoeren, hetzij als lading, hetzij als brandstof. Een van de belangrijkste onderdelen van deze bijlage zijn de lozingsvoorwaarden, deze voorwaarden zijn opgedeeld in lozingsvoorwaarden voor de scheepswerktuigkundigen en lozingvoorwaarden voor de dekofficieren. Hiernaast is ook het oliejournaal heel belangrijk. Hierin moet men alle bewegingen die de olie maakt (van schip naar wal, van wal naar schip, veranderen van tank etc) opgeschreven worden;
- Bijlage II - Voorschriften voor het beheersen van verontreiniging door schadelijke vloeistoffen die in bulk worden vervoerd. Het bevat lozingvoorwaarden en andere maatregelen ter preventie van pollutie door "NLS" (Noxious Liquid Substances) in bulk. Er werden meer dan 250 stoffen onderzocht en onderverdeeld in categorieën met elk hun eigen voorwaarden;
- Bijlage III - Voorschriften ter voorkoming van verontreiniging door stoffen die over zee worden vervoerd in verpakte vorm. Er zijn algemene voorwaarden opgesteld voor de verpakking, merken, etikettering, documentatie, het stuwen, hoeveelheidslimieten, uitzonderingen en aanschrijvingen ter preventie van pollutie van een van deze goederen. De IMDG-code (International Maritime Dangerous Goods Code) speelt hierin een grote rol;
- Bijlage IV - Voorschriften ter voorkoming van verontreiniging door sanitair afval van schepen. Hierbij is het onderscheid tussen "zwart water" en "grijs water" heel belangrijk. Grijs water is water afkomstig van douches, keuken(s), wasruimte etc. Zwart water is water afkomstig van toiletten;
- Bijlage V - Voorschriften ter voorkoming van verontreiniging door vuilnis van schepen. Er wordt een onderscheid gemaakt tussen de verschillende soorten afval en de manier waarop deze gedumpt mogen worden. Heel belangrijk hierin is dat plastic nergens in zee mag gedumpt worden;
- Bijlage VI - Voorschriften ter voorkoming van luchtverontreiniging door schepen. De bijlage zet limieten op de uitstoot van zwaveloxiden en stikstofoxiden en verbiedt de opzettelijke uitstoot van ozon-afbrekende stoffen. In 2008 is een herziene strengere versie van kracht geworden. Deze annex is van toepassing op alle schepen en boorplatformen en deze worden regelmatig gecontroleerd bij schepen van 400 Gross ton of meer, deze moeten te allen tijde een IAPP-certificaat (International Air Pollution Prevention) aan boord hebben. De regels die van toepassing zijn:
  - Regulation 12: Uitstoot van ozonafbrekende stoffen uit koelinstallaties en brandblusapparatuur.
  - Regulation 13: Stikstofoxide(NOx)-uistoot van dieselmotoren.
  - Regulation 14: Zwaveloxide(SOx)-uitstoot van schepen.
  - Regulation 15: Uitstoot van vluchtige organische stoffen uit olietanks van tankers.
  - Regulation 16: Uitstoot van verbrandingsovens aan boord.
  - Regulation 18: Kwaliteit van stookolie.

#### MARPOL 73/78 – bijlage I
Op een olietanker van bijvoorbeeld 100.000 ton stelt MARPOL de vraag hoeveel residu na een losoperatie achterblijft. Onder residu verstaat MARPOL vuil, smurrie, kleefolie, enz. Dit alles moet de kapitein zien kwijt te raken tegen een lage prijs. Zo kan er op een tanker bijvoorbeeld 50 tot 70 ton achterblijven. Dit kan de tanker in Europa kwijt in een soort van "vuilbak". In Afrika zijn de havens echter niet uitgerust om dit afval aan te nemen. Het probleem dat zich nu stelt is, dat men maar beperkt mag lossen aan bepaalde voorwaarden.
- MARPOL 73/78 maakt onderscheid tussen dek en machine.
- MARPOL 73/78 maakt onderscheid tussen operationele & accidentele vervuiling
  - Operationele vervuiling komt voor bij operaties zoals laden en lossen. Betere procedures moeten operationele vervuiling beperken.
  - Accidentele vervuiling komt voor bij ongelukken. Regels voor betere opleiding[1] en een betere bouw van schepen moeten ongelukken voorkomen of ten minste de vervuiling beperken.[2]

#### MARPOL 73/78 bijlage I, Regel 13 (nieuwe nummers 19 & 20) Dubbele romp

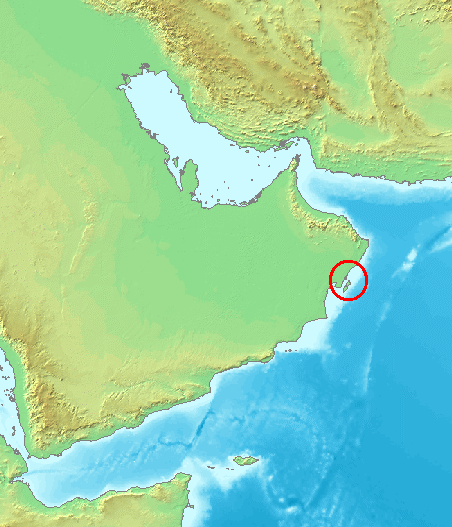
Oman, gevoelig omdat er zoveel tankers voorbijvaren

MARPOL bijlage I: Oman werd toegevoegd als nieuw bijzonder gebied
Sinds 1 januari 2007 geldt er een nieuwe versie van de MARPOL. De nieuwe MARPOL omvat een nieuwe nummering van de hoofdstukken met als doel de MARPOL overzichtelijker te maken.
Er kwamen twee nieuwe regels bij: regel 21 en regel 22.
Regel 22 hield in:
- een nieuwe tanker moet dubbelwandig zijn,
- Pompkamers moeten voorzien zijn van een dubbele bodem met een minimale hoogte van 1 meter. Als de vloer meer dan 1 meter boven het vlak ligt is een dubbele bodem niet noodzakelijk.

Vanaf 1 augustus 2007 kwam er nog een regel 12A bij. Die bepaalt de plaats van de olie. De essentie zit hem in de (extra) olietanks in de dubbele romp.
Sinds 1 januari 2010 is een analyse verplicht over hoeveel olie uit een eventueel gat in een tanker stroomt.

#### MARPOL 73/78 Regel 13 (nieuwe nummers 18 tot 22)
Regel 13G (nieuw nummer 20) hield een overgangsmaatregel in, die het uitfaseren van enkelwandige tankers voorschreef. Enkelwandige tankers mogen varen tot 26 jaar oud of tot maximum 2015.
Regel 13F (nieuw nummer 19) voorzag de mogelijkheid voor tankers met een middendek. Een dergelijke tanker met een middendek moet aan de volgende eisen voldoen:
- Dubbele zijkant
- geen dubbele bodem
- een tussendek

Het principe van deze tanker is gebaseerd op het principe van Hydrostatic Ballast Loading (HBL). Het nadeel van dit principe is dat Oil Pollution Act (OPA 90) dit niet toelaat, want die eist een dubbele bodem.
Men ging ervan uit dat door deze regels toe te passen een veilige vaart was gewaarborgd voor schepen met een leeftijd tot 30 jaar oud. De ramp met de Erika (24 jaar oud) en de Prestige (26 jaar oud), beide met een nieuwe set certificaten, heeft de mensen doen inzien dat de huidige regels niet goed genoeg waren om olierampen te voorkomen.

### Condition Assessment Scheme
Het Condition Assessment Scheme of CAS is een systeem, ingevoerd in 2001, waarbij de structurele conditie van alle enkelwandige olietanker, ouder dan 15 jaar, die onder de MARPOL 73/78 vallen, gecontroleerd wordt. Deze regelgeving laat toe dat een vlaggenstaat categorie 2 en 3 tankers langer dan tot 2010 mag laten varen. De schepen mogen maximaal tot 2015 blijven verder varen of tot de dag dat het schip 25 jaar wordt, vanaf de dag van oplevering, afhankelijk van welke datum het eerste bereikt wordt.
Het toont aan dat op het moment van inspectie het schip in orde was en mits periodieke controles worden uitgevoerd en correct onderhoud uitgevoerd wordt het schip nog voor een bepaalde periode in de vaart mag blijven. De vereisten van de CAS houden in dat er een verbeterde en transparante controle dient te zijn van de structurele conditie van een schip.
De CAS kwam in voege als een onderdeel van regel 13G van Annex I van MARPOL 73/78. Aanvankelijk werd het ingevoerd door het Marine Environment Protection Committee van de IMO. De tekst kwam in voege op 1 september 2002.

## Geschiedenis
Het Internationaal Verdrag ter voorkoming van verontreiniging van de zee door olie (OILPOL) uit 1954 lag aan de basis van het verdrag. Ook de schipbreuk van de Torrey Canyon in 1967, de grootste olieramp tot dan toe, was een belangrijke drijfveer om tot het verdrag te komen.
De conventie werd getekend op 17 februari 1973, maar trad pas in werking na toevoeging van het Protocol van 1978. Nadat voldoende landen het geratificeerd hadden, werd het van kracht op 2 oktober 1983. Per 31 december 2005 hebben 136 landen de conventie getekend. Deze landen vertegenwoordigen 98% van het vervoer per schip gemeten naar gewicht.
In Nederland werd op 14 december 1983 de Wet voorkoming verontreiniging door schepen aangenomen, gebaseerd op MARPOL 73.
MARPOL 73/78 was een aanpassing van MARPOL 73 met een reeks protocollen. Er werd over gestemd tijdens de TSPP-conferentie (International Conference on Tanker Safety and Pollution Prevention). Er werd geen geheel nieuwe verdrag ontwikkeld, omdat een nieuwe MARPOL goedkeuring nodig heeft van elk land, dat het vervolgens moet omzetten in eigen wetgeving. Dit zou veel te lang duren.
De aanpassingen betroffen
1. Ballast gescheiden van olie.
2. Toepassing van inert gas om brandgevaar te beperken.
3. Schoon water als ballastwater
4. Crude oil washing (wassen van de ruimen met ruwe olie)

## Kritiek
Het verdrag heeft de structurele vervuiling door het wassen van ladingtanks sterk teruggebracht en met de latere toevoegingen ook de vervuiling op andere vlakken. Doordat de nadruk echter lag op de structurele vervuiling, bleef incidentele vervuiling door rampen onderbelicht. Zo bleken structurele aanpassingen niet in alle gevallen een verbetering ten opzichte van de zogenaamde preMARPOL-tanker. 
Bij MARPOL-tankers is het niet toegestaan ballasttanks te gebruiken als ladingtanks, waardoor de operationele vervuiling drastisch is afgenomen. Hier tegenover staat echter dat de op MARPOL gebaseerde scheepsontwerpen veel meer olie lekken bij een ramp dan preMARPOL-tankers. Dit heeft een aantal oorzaken:
1. om het verlies van de ballasttanks als ladingtanks te compenseren, werden de ladingtanks hoger gemaakt. Bij lekkage stroomt er dus olie uit een tank voordat er een hydrostatische balans is;
2. een MARPOL-eis is dat 30 procent van de tanks in de zij moet bestaan uit andere dan ladingtanks. De goedkoopste manier om aan die eis te voldoen, is deze tanks zo smal mogelijk te maken. Hierdoor werden de centertanks bijzonder groot, zodat bij beschadiging van een tank de hoeveelheid olie die kan lekken toeneemt;
3. in een preMARPOL-tanker worden ook de ballasttanks gevuld met inert gas, aangezien het ook ladingtanks zijn. Dit heeft een remmend effect op corrosie van de tanks. Bij MARPOL-tankers zijn de ballasttanks hier niet mee beschermd. De optredende corrosie was de oorzaak van de rampen met de Erika, Castor en Prestige;
4. het verfoppervlak van ballasttanks nam meer dan drie keer toe. Op veel tankers werd dit verfsysteem al niet goed onderhouden, waardoor corrosie meer kans krijgt.